# Peter Rantzau

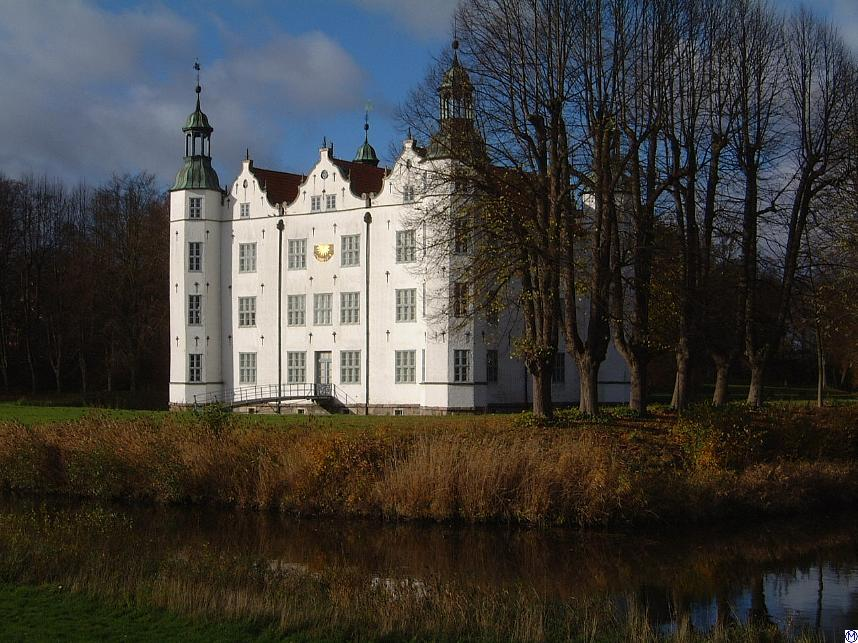
Schloss Ahrensburg

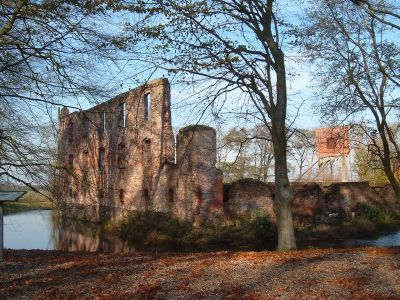
Die Troiburg mit Südmauer

Peter Rantzau (* 1535; † 27. September 1602 in Ahrensburg) war Ratgeber des dänischen Königs Friedrich II und Amtmann in Flensburg.
Peter war der Bruder des dänischen Feldherrn Daniel Rantzau. Nach dessen Tod 1569 erbte er zusammen mit dem dritten Bruder Tönnies dessen Anwesen. Tönnies erhielt die Güter Deutsch-Nienhof, Emkendorf und Schierensee und Peter die Burg Troiburg bei Tondern und das Schloss Ahrensburg mit den dazugehörenden vier Dörfern Woldenhorn (das heutige Ahrensburg), Ahrensfelde, Meilsdorf und Bünningstedt, die sein Bruder erst zwei Jahre zuvor erworben hatte. Beide alte Burgen ließ er abreißen und stattdessen stattliche Wasserschlösser errichten. In Ahrensburg baute er von 1594 bis 1596 außerdem die Schlosskirche. An die Kirche ließ er 24 sogenannte Gottesbuden für Arme anbauen und hinterließ eine Stiftung zu deren Unterhaltung.
Rantzau heiratete die von seinem Bruder zurückgelassene Braut Katharina von Damme, mit der er einen Sohn namens Daniel († 1590) hatte. Seine zweite Frau Margaretha von Siggen, die ihn um 27 Jahre überlebte, ging als grausame Herrin über die zu Leibeigenen gewordenen ehemals freien Klosterbauern in die Geschichte ein.